# Gvozdac
Gvozdac (Servisch cyrillisch Гвоздац) is een plaats in de Servische gemeente Bajina Bašta. De plaats telt 642 inwoners (2002).